# 月曜プレミア!
月曜プレミア!（げつようプレミア!）は、テレビ東京系列で、2010年10月18日から2012年3月19日まで、毎週月曜日の20:00 - 21:54（JST）に放送された単発特別番組枠の冠タイトルである。

## 概要
2010年秋の大改編の一環として『逆流!シラベルトラベル』の終了並びに『やりすぎコージー』（2011年9月終了）の枠移動によって空いた同時間帯に新設された番組である。月曜日の単発枠は『月曜エンタぁテイメント』以来4年半ぶりとなる。
内容は、同年9月まで放送されていた『火曜エンタテイメント!』を事実上引き継ぐ形となっており、それをメインとしているが、同じく同月で終了した『水曜シアター9』とも統合する形となる（ただし、映画のみで単発ドラマは放送されなかった）。映画を放送する際の予告は『木曜洋画劇場』→『水曜シアター9』の流れを引き継ぎテレビ東京のアナウンサーでなく吹き替えで知られる声優がナレーションしている。
かつてはこれまでテレビ東京で放送され、終了したかつての人気番組や好評を得たスペシャルを週替わりで復活し、視聴者の反響によってシリーズ化などで勝ち残らせるサバイバル戦を展開させる。
スポーツ中継がある場合は他の単発特別番組枠と同様、単独番組扱いとなる。なお、放送枠を通常より54分拡大した3時間スペシャルとして放送する場合もある。
2011年秋の改編で『水曜シアター9』の前番組であった『水曜ミステリー9』が2年半ぶりに復活したため、単発ドラマの放送はそちらに移行した。これにより、1年ぶりに2時間枠が4枠になった。
本番組は2012年3月19日をもって終了し、同時に月曜20時台・21時台は1年半ぶりに1時間ずつの2番組へ分割され、20時台は本枠で放送されて好評だった『主治医が見つかる診療所（第2期）』、21時台は『完全犯罪ミステリー』がそれぞれ放送される。
これにより『火曜エンタテイメント!』開始以来3枠（水曜シアター9末期までを含めれば4枠）が存在した単発特別番組枠は再び2枠に戻ることになり、2時間枠としても『水曜ミステリー9（第2期）』開始前以来の3枠に戻る。
2015年9月で『水曜ミステリー9（第2期）』が終了し、後番組は単発特別番組枠の『水曜エンタ』が2015年10月から開始された。これにより、2017年3月に『水曜エンタ』が終了するまでの間、当番組が終了して以来3年半ぶりに単発特別番組枠が再び3枠となった。
2020年春改編で、同年4月13日より2時間ドラマを中心とした『月曜プレミア8』が開始された。8年ぶりに月曜20・21時台が単発特別番組枠となる。
なお、上記の通り終了した際、テレビ東京を含めてテレビ欄には最終回マークがなかった。

## 主なラインナップ
※は2013年現在も放送中
- 仰天パニックシアター（『火曜エンタテイメント!』で放送）※
  - 2011年4月11日放送分は『爆笑Pシアター』として、同年5月16日放送分は『仰天Pシアター』として放送。
  - 本枠終了後、特番での放送。
- 主治医が見つかる診療所※
  - 上記の通り2012年4月より再びレギュラー化。
- 愛憎ミステリー（『決着!歴史ミステリー』より改題）
- TVチャンピオンR（『TVチャンピオン』より改題）
- 知らないと!こわい世界※
  - テレビ大阪制作。
  - 本枠終了後、同じ枠で特番での放送。
- なりたい!知りたい!人気お仕事ランキング※
  - 本枠終了後『日曜ビッグバラエティ』での放送。
- 激安!簡単!我が家のリフォーム大作戦
  - 本枠終了後、同じ枠で特番での放送。
- 徳光&ピン子&ミッツのもしも突然芸能人が家族になったらどうなる?※
  - 本枠終了後、同じ枠などいろいろな時間帯に特番で放送。

## 放送リスト
| 2010年 | 2010年   | 2010年                                                 | 2010年                                                  |
| 回     | 放送日   | 企画内容                                               | 備考                                                    |
| ------ | -------- | ------------------------------------------------------ | ------------------------------------------------------- |
| 1      | 10月18日 | 仰天パニックシアター5                                  | MCの1人が青木さやかから、中川翔子に変更。               |
| 2      | 10月25日 | 愛憎ミステリー                                         |                                                         |
| 3      | 11月1日  | TVチャンピオンR「和・洋スウィーツ頂上決戦」            |                                                         |
| 4      | 11月8日  | 主治医が見つかる診療所                                 | スペシャル7、アシスタントが大江麻理子から森本智子に変更 |
| 5      | 11月15日 | 仰天パニックシアター6                                  |                                                         |
| 6      | 11月22日 | ディズニー・ピクサー映画スペシャル「トイ・ストーリー」 | 番宣ナレーター：三ツ矢雄二、TXN系列局以外は放送されない |
| 7      | 11月29日 | 愛憎ミステリー 第2弾                                   |                                                         |
| 8      | 12月6日  | TVチャンピオンR「世界包丁細工王決定戦」                |                                                         |
| 9      | 12月20日 | テレビ公開捜査 THE 指名手配2                           | 生放送。遅れネット局は放送されない                      |

| 2011年 | 2011年   | 2011年                                                            | 2011年                                                                                        |
| 回     | 放送日   | 企画内容                                                          | 備考                                                                                          |
| ------ | -------- | ----------------------------------------------------------------- | --------------------------------------------------------------------------------------------- |
| 10     | 1月10日  | ホリデー映画スペシャル「ホーム・アローン」                        | 番宣ナレーター：水島裕                                                                        |
| 11     | 1月17日  | 仰天パニックシアター7                                             |                                                                                               |
| 12     | 1月24日  | 愛憎ミステリー 第3弾                                              |                                                                                               |
| 13     | 2月7日   | 1万人に大調査!絶対ハズさないラーメン                              |                                                                                               |
| 14     | 2月14日  | 時代を超えた!僕らの青春ソング100                                  |                                                                                               |
| 15     | 2月21日  | 仰天パニックシアター8                                             |                                                                                               |
| 16     | 2月28日  | 冬メシ探検隊                                                      |                                                                                               |
| 17     | 3月7日   | 懐かし写真オンパレード!今昔この街(秘)ストーリー                   |                                                                                               |
| 18     | 4月11日  | 爆笑Pシアター                                                     | 仰天パニックシアターから一時的に改題                                                          |
| 19     | 4月18日  | 厳選!いい宿ナビ特別版                                             | 初のゴールデンSP、2011年10月1日よりテレビ東京とBSジャパンでレギュラー化                       |
| 20     | 4月25日  | プレミア歌謡音楽会                                                | 生放送                                                                                        |
| 21     | 5月2日   | 厳選!奇跡のマジックベスト30                                       |                                                                                               |
| 22     | 5月16日  | 仰天Pシアター                                                     | 爆笑Pシアターから改題。                                                                       |
| 23     | 5月23日  | 決定的瞬間!追跡!摘発!ニッポンを守る凄腕Gメン                      |                                                                                               |
| 24     | 5月30日  | 学べるカレンダー365 毎日が記念日                                  |                                                                                               |
| 25     | 6月6日   | 突撃解明バラエティ 知らないと!こわい世界                          | TVO制作。元々は2011年3月14日に『月曜プレミア!』枠外で放送予定であったが、震災の影響で延期した |
| 26     | 6月13日  | なりたい知りたい!人気お仕事ランキング                             |                                                                                               |
| 27     | 6月20日  | 突撃!行列ハンター 〜並んでわかった人気の秘密〜                    |                                                                                               |
| 28     | 6月27日  | パンダ先生の“学べる!どうぶつ園”                                   |                                                                                               |
| 29     | 7月4日   | 仰天パニックシアター11                                            | 3時間SP。 テレビ欄には仰天Pシアターと表記されているが、この回から番組名が戻った               |
| 30     | 7月11日  | 超手軽100円グルメ!レシピの神様                                    |                                                                                               |
| 31     | 7月18日  | 徒歩0分!究極の“安近短”ここまで来たっ〜エキナカ!                   |                                                                                               |
| 32     | 7月25日  | この夏絶対に得する本当は教えたくない（秘）業界の法則              | TVOは 『2011天神祭生中継 〜魂〜』、『仰天クイズ! 珍ルールSHOW』に差し替え                     |
| 33     | 8月1日   | 月10万円 憧れの海外移住生活                                       |                                                                                               |
| 34     | 8月8日   | 目指せ三ツ星!天才小学生料理人                                     |                                                                                               |
| 35     | 8月15日  | 1万人が選んだアニメソングBEST20&懐かしの名場面                    |                                                                                               |
| 36     | 8月22日  | 仰天パニックシアター12                                            |                                                                                               |
| 37     | 8月29日  | あなたが知りたい!2011“夏”銀座の裏側物語                           |                                                                                               |
| 38     | 9月5日   | 史上最大の挑戦!世界最強マジシャン集結SP                           |                                                                                               |
| 39     | 9月12日  | 世界モテキ人物伝!!                                                |                                                                                               |
| 40     | 9月19日  | ホリデー映画スペシャル「釣りバカ日誌14お遍路大パニック!」         | 番宣ナレーター：内海賢二                                                                      |
| 41     | 10月3日  | 名曲ベストヒット歌謡                                              | 3時間SP                                                                                       |
| 42     | 10月10日 | 貧乏に負けるな!2男12女!ワケアリ大家族7                            | 3時間SP                                                                                       |
| 43     | 10月17日 | スペシャル洋画劇場「スター・ウォーズ エピソード6/ジェダイの帰還」 | 3時間SP、番宣ナレーター：小川真司                                                             |
| 44     | 10月31日 | 自分で出来る!我が家のお手軽リフォーム大作戦!!                     |                                                                                               |
| 45     | 11月7日  | なりたい!知りたい!お仕事ランキング2                               |                                                                                               |
| 46     | 11月21日 | 仰天パニックシアター13                                            |                                                                                               |
| 47     | 11月28日 | ヒット商品ランキング                                              |                                                                                               |
| 48     | 12月5日  | 潜入!密着24時間クイズ                                             |                                                                                               |
| 49     | 12月12日 | ニッポンお国柄ランキング!                                         |                                                                                               |
| 50     | 12月19日 | セカンドオピニオン                                                |                                                                                               |

| 2012年 | 2012年  | 2012年                                                         | 2012年                                        |
| 回     | 放送日  | 企画内容                                                       | 備考                                          |
| ------ | ------- | -------------------------------------------------------------- | --------------------------------------------- |
| 51     | 1月9日  | 完成!ドリームハウス2012年新春SP                                | スペシャル32。月曜日に放送されるのは約1年振り |
| 52     | 1月16日 | 完全犯罪ミステリー 〜科学捜査で暴け〜                          | 2012年4月よりレギュラー化                     |
| 53     | 1月23日 | 主治医が見つかる診療所                                         | スペシャル8・2012年4月よりレギュラー化        |
| 54     | 1月30日 | 知らないと!こわい世界2                                         | TVO制作                                       |
| 55     | 2月6日  | 仰天パニックシアター14                                         |                                               |
| 56     | 2月13日 | 海を越えた家族愛                                               | 2008年4月以来約4年ぶりの復活                  |
| 57     | 2月20日 | みんながハマったダイエット大年表〜あのブームの主役は今〜       |                                               |
| 58     | 2月27日 | 徳光&ピン子&ミッツのもしも突然芸能人が家族になったらどうなる?2 |                                               |
| 59     | 3月5日  | 今がチャンス!憧れのプチ海外暮らし                              |                                               |
| 60     | 3月12日 | 心と体を幸せに!満員御礼!面白セミナー!?                         |                                               |
| 61     | 3月19日 | 激安!簡単!我が家のリフォーム大作戦2                            |                                               |

## ネット局
| 放送対象地域   | 放送局         | 系列           | 放送日時           | ネット状況 | 備考     |
| -------------- | -------------- | -------------- | ------------------ | ---------- | -------- |
| 関東広域圏     | テレビ東京     | テレビ東京系列 | 月曜 20:00 - 21:54 | 制作局     | 制作局   |
| 北海道         | テレビ北海道   | テレビ東京系列 | 月曜 20:00 - 21:54 | 同時ネット |          |
| 愛知県         | テレビ愛知     | テレビ東京系列 | 月曜 20:00 - 21:54 | 同時ネット |          |
| 大阪府         | テレビ大阪     | テレビ東京系列 | 月曜 20:00 - 21:54 | 同時ネット |          |
| 岡山県・香川県 | テレビせとうち | テレビ東京系列 | 月曜 20:00 - 21:54 | 同時ネット |          |
| 福岡県         | TVQ九州放送    | テレビ東京系列 | 月曜 20:00 - 21:54 | 同時ネット |          |
| 静岡県         | 静岡放送       | TBS系列        | 土曜 14:00 - 15:55 | 遅れネット |          |
| 宮城県         | 東北放送       | TBS系列        | 日曜 14:00 - 16:00 | 遅れネット | [ 注 5 ] |
| 和歌山県       | テレビ和歌山   | JAITS          | 日曜 14:00 - 15:55 | 遅れネット | [ 注 6 ] |

### 過去のネット局
- 奈良テレビ：月曜 20:00 - 21:47 - 遅れネット。終了後も3時間特番を同時ネットすることもあった。